# C. J. & Company
C. J. & Company è stato un gruppo musicale statunitense attivo alla fine degli anni settanta, noto per il brano Devil's Gun del 1977.

## Storia del gruppo
Fondati a Detroit dai produttori Mike Theodore e Dennis Coffey nel 1977, i C. J. & Company erano un quintetto composto dai cantanti Curtis "CJ" Durden, Connie Durden, Joni Tolbert, Charles Clark e Cornelius Brown. Il principale successo del gruppo è Devil's Gun (1977), giunta al primo posto della classifica disco americana e nella Top 40 di quella pop. Devil's Gun è passata alla storia per essere stata la prima traccia trasmessa nello Studio 54 il giorno della sua inaugurazione, il 26 aprile 1977. L'album che la contiene Devil's Gun, edito nello stesso anno, fu seguito dal concept Deadeye Dick del 1978, i cui sei brani raggiunsero tutti la top 20 nella classifica disco. I C. J. & Company cessarono la loro attività nel 1979, dopo due soli anni dalla sua fondazione.

## Formazione
- Curtis "CJ" Durden – voce
- Connie Durden – voce
- Joni Tolbert – voce
- Charles Clark – voce
- Cornelius Brown – voce

## Discografia

### Album
| 1977                         | Devil's Gun  | 60 | 12 | 67 | Westbound Records |
| 1978                         | Deadeye Dick | —  | —  | —  | Westbound Records |
| "—" indica non classificato. |              |    |    |    |                   |

### Raccolte
- USA Disco (1998, Westbound Records)

### Singoli
| 1975                         | Day Dreamer               | 91  | —  | —  | —  | —  | —  | —  |
| 1977                         | Devil's Gun               | 36  | 2  | 1  | 55 | 17 | 19 | 43 |
| 1977                         | We Got Our Own Thing      | —   | 93 | 1  | —  | —  | —  | —  |
| 1977                         | Sure Can't Go to the Moon | —   | —  | 1  | —  | —  | —  | —  |
| 1978                         | Big City Sidewalk         | 106 | —  | 18 | —  | —  | —  | —  |
| 1978                         | Deadeye Dick              | —   | —  | 18 | —  | —  | —  | —  |
| "—" indica non classificato. |                           |     |    |    |    |    |    |    |